# Ejército de Bolivia
El Ejército de Bolivia (EB) es la rama terrestre de las Fuerzas Armadas de Bolivia.
Conjuntamente con la Armada de Bolivia y la Fuerza Aérea de Bolivia, es el encargado de proteger a Bolivia de amenazas internas, externas y garantizar la independencia de este país. Los datos sobre su tamaño y composición varían considerablemente dependiendo de las fuentes. Se estima, sin embargo, que el ejército ronda entre los 26 000 a los a 60 000 efectivos en 2019.

## Historia

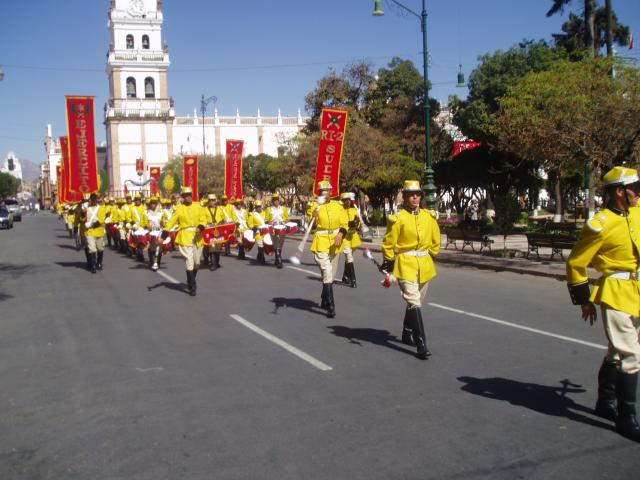
Regimiento de Infantería 2 (Bolivia) (amarillos) en Sucre.

El Ejército de Bolivia suele comenzar su historia en los campos de Aroma con la victoria de las milicias de Cochabamba sobre las tropas realistas al mando del general Esteban Arze, pero institucionalmente se crea junto a la Declaración de Independencia de Bolivia, como una República independiente el 6 de agosto de 1825, mediante la Asamblea General de Diputados de las Provincias del Alto Perú, con el nombre de República de Bolívar (que posteriormente fue cambiado por República de Bolivia) Ronald Blanco.
En 1826 el Libertador Simón Bolívar otorgó al país la primera Constitución, que fue aprobada por el Congreso de Chuquisaca. La cual estructuraba al ejército. Antonio José de Sucre, Gran Mariscal de Ayacucho, fue elegido su sucesor como Presidente de la República.
Desde su emancipación, Bolivia se sumergió en un estado crónico de revoluciones y guerras civiles. Los primeros 50 años de la República se caracterizaron por la inestabilidad política y por constantes amenazas externas que ponían en riesgo su independencia, soberanía e integridad territorial. En 1825, el Imperio del Brasil invadió el oriente de Bolivia, ocupando la provincia de Chiquitos. En ese entonces, el Mariscal Antonio José de Sucre envió un ultimátum, amenazando con enviar al ejército libertador a expulsar a los invasores. La provincia fue evacuada por los brasileños. Posteriormente, se produce la invasión de tropas peruanas de 1828, lideradas por Agustín Gamarra y cuyo objetivo principal era forzar la salida de las tropas grancolombianas del territorio boliviano. El conflicto concluyó con el Tratado de Piquiza y la retirada peruana de Bolivia, tras lograr la renuncia del Presidente Sucre y la instauración de un gobierno sin influencia bolivariana.
En 1829, llegó al poder el Mariscal de Zepita, Andrés de Santa Cruz, principal forjador y organizador del Estado, además de ordenador e instructor del Ejército Boliviano.
El ejército boliviano ingresa al Perú a petición del presidente peruano Orbegoso, que ya había coordinado con Andrés de Santa Cruz una alianza que en sus proyectos consolidaría la reagrupación de ambos estados, así, el ejército boliviano obtiene victorias militares que concluyen con el fusilamiento del militar peruano golpista Salaverry. Cabe destacar que Santa Cruz también gozaba de nacionalidad peruana, siendo Presidente de la Junta de Gobierno del Perú en (1827), en donde había recibido múltiples reconocimientos militares por sus logros en la guerra de la independencia.
Tras este suceso, en 1836 se conforma la Confederación Perú-Boliviana, con el Mariscal Santa Cruz como su Supremo Protector, la nueva Confederación estaba conformada por los estados Nor Peruano, Sur Peruano y Bolivia. Por aquel entonces, el ejército boliviano se fusiona con el peruano, adoptando un mismo tipo de uniforme y distintivos. Aquel período es conocido por la estabilidad que ofreció la nueva nación.
La Confederación Perú-Boliviana no logra consolidarse debido a que Chile, la Confederación Argentina y peruanos contrarios a Santa Cruz y Orbegoso se oponen a su Confederación, desatándose la Guerra contra la Confederación Perú-Boliviana.
En la primera fase de la guerra, la Confederación sale victoriosa, perdonando a los restauradores derrotados, pero en la segunda fase, aparte de otras batallas, se produjo la Batalla de Yungay que define la disolución de la Confederación Perú-Boliviana y el derrocamiento de Santa Cruz en 1839.
Sin embargo, en el frente argentino, el ejército boliviano (bajo el mando del general Otto Philipp Braun) llegó incluso a ocupar la Provincia de Salta, tras una serie de batallas, los bolivianos derrotan a la Confederación Argentina en la Batalla de Montenegro, logrando así su retirada, pero Argentina logra beneficiarse de la derrota de Santa Cruz en Yungay.
Tras la desaparición de la Confederación Perú-Boliviana, Bolivia vivió un período de anarquía y enfrentamientos políticos entre partidarios y contrarios de la unión con el Perú. El Presidente peruano Agustín Gamarra, ideólogo de la reunificación a través de la anexión de Bolivia al Perú, aprovechando la situación decide invadir territorio boliviano llegando a ocupar varias zonas del Departamento de La Paz.
Ante esta circunstancia, los bolivianos deciden unirse ante un enemigo común y se traspasan los poderes del Estado al general José Ballivián. El 18 de noviembre de 1841 acaeció la Batalla de Ingavi, en la que el Ejército Boliviano derrota a las tropas peruanas de Gamarra (muerto en la batalla). Tras la victoria, Bolivia invade al Perú, pero no contaba con tropas suficientes para mantener la ocupación. En la batalla de Tarapacá, montoneros peruanos formados por el mayor Juan Buendía, provenientes de Iquique, derrotaron el 7 de enero de 1842 al destacamento dirigido por el coronel José María García, quien muere en el enfrentamiento. Así, las tropas bolivianas desocupan Tacna, Arica y Tarapacá en febrero de 1842, replegándose hacia Moquegua y Puno.

Los combates de Motoni y Orurillo desalojan e inician posteriormente la retirada de las fuerzas bolivianas que ocuparon territorio peruano, amenazando nuevamente a Bolivia de sufrir una invasión. Al final de la contienda se firma el Tratado de Puno. La Presidencia de Ballivián logra estabilizar la soberanía de Bolivia, además de ser un presidente muy interesado en el buen mantenimiento de las fuerzas armadas.

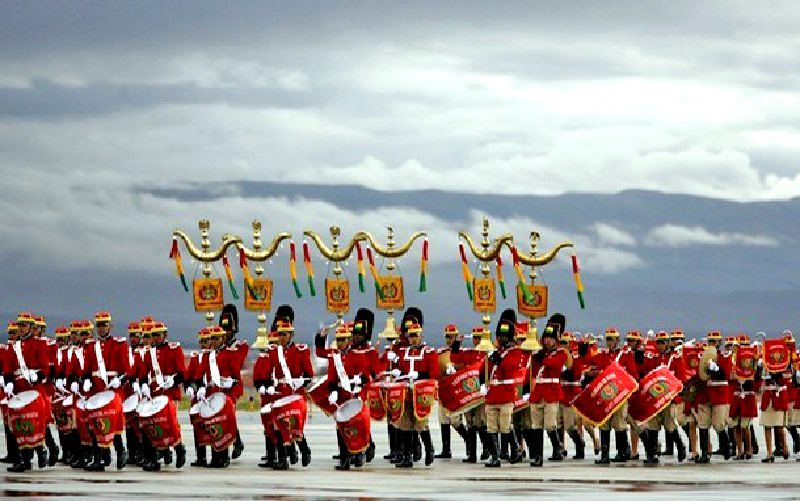
Banda de guerra de los Colorados de Bolivia

En 1866 y 1874 se firmaron dos tratados para resolver el litigio con Chile sobre el desierto de Atacama, rico en yacimientos de nitratos de sodio y de cobre. En ellos se adoptó como línea limítrofe (entre Chile y Bolivia) el paralelo 24.º de latitud sur. Se otorgaron a Chile diversos derechos arancelarios y concesiones mineras a empresarios chilenos en la Atacama boliviana. Estas últimas disposiciones originaron el litigio entre los dos países, ya que el estado boliviano no respetó los acuerdo arancelarios, incrementando el impuesto a la extracción de salitre a las compañías salitreras de capital chileno-británico, y en febrero de 1879, Chile ocupó el ex-puerto boliviano de Antofagasta, iniciándose la llamada Guerra del Pacífico en la que Bolivia y su aliado Perú fueron derrotados por Chile.
Al finalizar esta guerra, Bolivia se vio despojada de su única posesión costera y dejó de tener salida al mar. El Litoral boliviano abarcaba alrededor de 158 000 km² y, además de Antofagasta, contaba con los puertos mayores de Mejillones, Cobija y Tocopilla. El Tratado de 1904 reconoció el dominio a perpetuidad del territorio en litigio por parte de Chile, aunque garantizó a Bolivia el libre acceso al mar.
Bolivia sostuvo también una guerra con los seringueiros del Brasil, por el territorio del Acre, o (por aquel entonces) Territorio de Colonias, en la llamada Guerra del Acre, que concluyó con el Tratado de Petrópolis de la cesión de Bolivia de 191 000 km² al Brasil a cambio de una indemnización económica y una pequeña compensación territorial, además del reconocimiento (por parte del Brasil) de que Bolivia era la legítima dueña de todo el Chaco Boreal.
Además, Bolivia ha tenido conflictos territoriales por cuestión de límites con la Argentina, Perú y Paraguay.
La solución pacífica del litigio con Argentina se alcanzó en 1925.
En el caso con Perú, se alcanzaron soluciones por medios diplomáticos. Se alcanzó un tratado definitivo de límites en 1909 mediante un laudo arbitral argentino la cual este tratado cedió al Perú 250 000 km² comprendidos entre los ríos Madre de Dios y Purus en la Amazonia. No obstante; en 1910, la situación se vio envuelta en disputas territoriales como la existencia de un destacamento militar boliviano por desconocimiento que aquel territorio se le fue adjudicado al Perú en 1909 mediante el Tratado Polo-Bustamante y que fue defendido por el capitán Lino Echeverría.
El problema fronterizo boliviano-paraguayo se centró sobre el Chaco boreal, una zona de tierras bajas situada al norte del río Pilcomayo y al oeste del río Paraguay, que se extiende a la indiscutible frontera de Bolivia. Los dos países reclamaban el territorio en su totalidad. En julio de 1932 estalló la Guerra del Chaco, conflicto recién declarado en mayo de 1933 que duró tres años y en el que murieron alrededor de 50 000 bolivianos y 35 000 paraguayos. En 1938 se firmó el tratado de paz, según el cual el Paraguay se quedaba con un 75 % de la región del Gran Chaco y Bolivia con el 25 %. En esta guerra, el ejército boliviano fue el primer país de América en emplear y utilizar tanques en un conflicto bélico del mismo continente.
Tras este suceso, tanto en Bolivia como en Paraguay, hubo un período anárquico en el cual fueron derrocados los gobiernos presentes al inicio de la ya mencionada Guerra del Chaco.

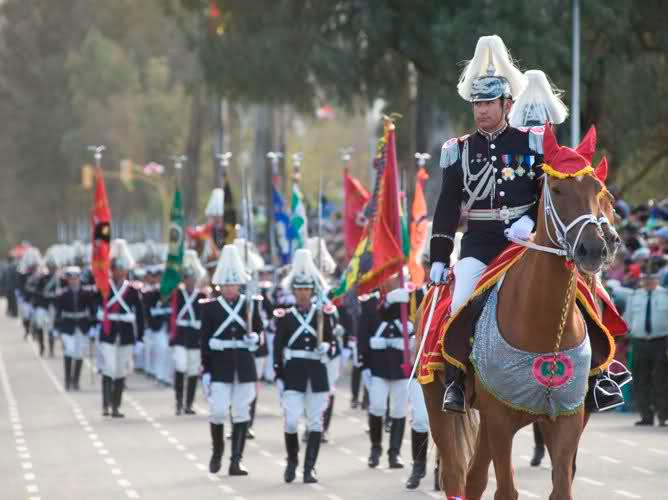
Cadetes del Colegio Militar de Ejército

Tiempo después, el ejército se ocupó de luchar contra las guerrillas que operaban dentro del país, siendo una de las más famosas la formada por el Che Guevara, que tuvo como resultado su muerte en el Departamento de Santa Cruz en territorio boliviano.
Actualmente el ejército boliviano desempeña funciones de logística, seguridad, salvamento y participa activamente en varias misiones de paz de la ONU.

## Adoctrinamiento

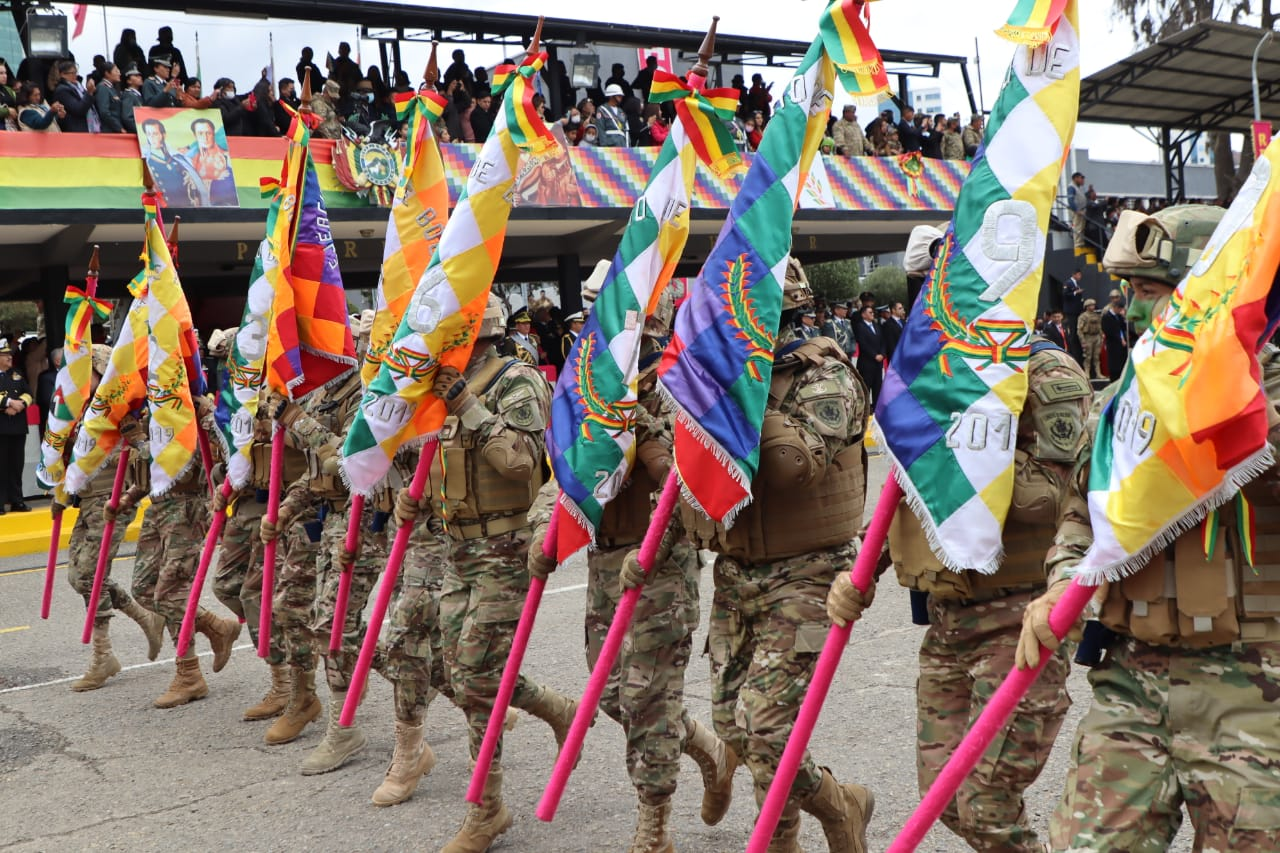
Desfile militar por el día del Ejército de Bolivia.

Tiene por misión fundamental defender y conservar:
- La independencia nacional
- La seguridad y estabilidad del Estado Plurinacional
- El honor y soberanía nacionales
- Asegurar el imperio de la Constitución Política
- Garantizar la estabilidad del gobierno legalmente constituido
- Cooperar en el desarrollo integral del país.

### Misión específica
El Ejército de Bolivia tiene como misión específica defender la soberanía e integridad del territorio nacional, garantizar la seguridad terrestre y coadyuvar en el mantenimiento del orden público, de acuerdo a las Directivas del Comando en Jefe.
También debe participar en la comunicación del territorio nacional mediante la construcción y apertura de caminos, carreteras y otras vías. Le corresponde además ocupar, proteger y apoyar el desarrollo de las fronteras nacionales y proteger las áreas y centros vitales del país. Como integrante de las Fuerzas Armadas, ejecuta misiones específicas con el apoyo de la Fuerza Aérea y/o la Fuerza Naval.
A través del Instituto Geográfico Militar, el ejército boliviano se encarga de levantar y editar las cartas geográficas y políticas del territorio Nacional. Recientemente se ha agregado a sus responsabilidades la de proteger las fuentes de producción y los servicios legalmente constituidos, así como los recursos naturales y la preservación ecológica dentro del territorio nacional.

#### Cascos Azules bolivianos
Actualmente Bolivia participa en varias misiones de paz, entre ellas, el envío de cascos azules a la República Democrática del Congo y a la República de Haití.

## Unidades

Cazacarros SK-105 Kürassier del EB, 2007.

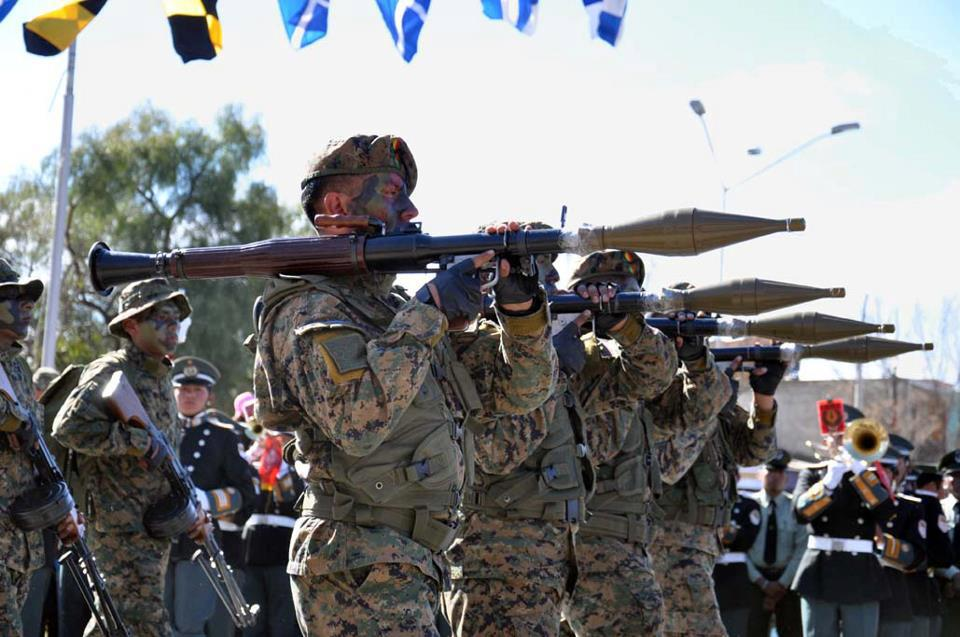
Soldados bolivianos en desfile.

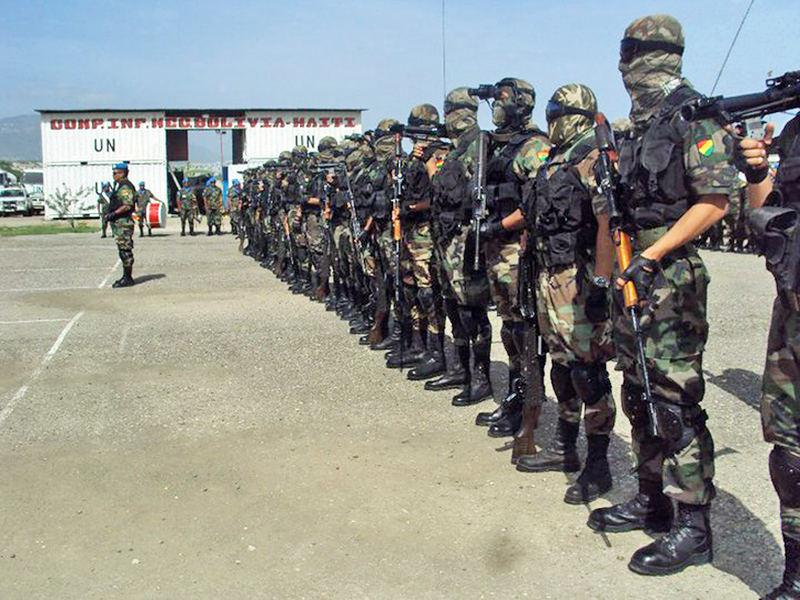
Miembros del EB en Haití, 2013.

### Comando general del Ejército

#### Unidades directamente dependientes del CGE
- Batallón de Infantería 201 - Regimiento de Infantería 1 Colorados, La Paz,(Unidad de Protocolo)
- Batallón de Infantería 202 Regimiento de Infantería 1 Colorados, La Paz (Unidad de Seguridad de Su Excelencia )
- Regimiento de Caballería Blindada 1, Calama, Patacamaya
- Grupo Reconocimiento Mecanizado 221, Tarapacá, El Alto
- Grupo Reconocimiento Mecanizado 224, Ingavi, La Paz
- Regimiento de Artillería Antiaérea 236 General Bernardino Bilbao Rioja, Viacha,
- Batallón de Comunicaciones 251, Vidaurre, La Paz, Batallón de Comunicaciones
- Batallón de Transporte N°1

#### Unidades de Fuerzas Especiales
- Escuela de Cóndores Bolivianos (SATINADOR) 0 «Escobar», Sanandita, Tarija
- Regimiento De Satinadores 2 « Cnl. Manchego» (RANGER), Montero, Santa Cruz
- Regimiento de Infantería Aerotransportada (CITE) 18 «Victoria», Tolata, Cochabamba
- Regimiento de Infantería de Selva (CIOS) 16 «Jordan», Riberalta, Beni

#### Subcomandos
- Regimiento de Infantería Andina 25 «Tocopilla», Sajama
- Regimiento de Infantería de Montaña 24 «Méndez Arcos», Challapata

#### Comando de aviación del ejército
- Cia. de aviación 291, La Paz
- Cia. de aviación 292, Santa Cruz

### Organización

#### Región Militar N.º 1 (La Paz)
- Batallón Logístico 1, Oruro, batallón de logística
- Compañía de Aviación 291, La Paz
- Batallón Ecológico 296 CNL. R. C. ZABALEGUI, Ulla Ulla,
- Batallón Ecológico 297
- Batallón de Policía Militar MP 271 SAAVEDRA, La Paz
- Hospital Militar N°1 CNT. ORIHUELA, La Paz
- Colegio Militar del Ejército CNL. G. VILLAROEL, La Paz
- Escuela de Vehículos Blindados, Patacamaya
- Regimiento de Caballería Blindada Tarapacá 2 (Corocoro)
- Escuela de Equitación, La Paz
- Escuela de Inteligencia General Z. Anaya, La Paz
- Escuela Militar de Ingeniería Mariscal. Sucre, La Paz
- Escuela de Comunicaciones, La Paz
- Escuela de Policía Militar
- Escuela Militar de Música Teniente Coronel. A. Patiño, Viacha
- Primera División del Ejército, Viacha
  - Regimiento de Infantería 35 «Bruno Racua». Sede: Puerto Rico.
  - Regimiento de Infantería 36 «Santos Pariamo». Sede: Rurrenabaque.
  - Batallón de Ingeniería VI «Riosinho». Sede: Cobija.
  - Batallón de Policía Militar VI. Sede: Cobija.
- Regimiento de Ingeniería del Ejército Cap. Felipe Ochoa "Centro de Mantenimiento" Senkata, El Alto

#### Región Militar N.º 2 (Oruro)
- Regimiento de Fuerzas Especiales 24 «Méndes Arcos» (Satinadores de Montaña), Challapata
- Regimiento de Artillería 1 «Camacho»
- Regimiento de Caballería 8 «Braun»
- Batallón de Ingeniería VII «Sajama»
- Regimiento de Infantería 25 «Tocopilla»
- Agrupación de Artillería de Defensa Aérea 202, Oruro, (Reserva)
- Escuela de Andinismo, Curahuara de Carangas
- Segunda División del Ejército, Oruro
  - Regimiento de Infantería 21;
  - Regimiento de Infantería 22;
  - Regimiento de Infantería 25;
  - Regimiento de Caballería 8;
  - Regimiento de Artillería 1;
  - Batallón de Ingeniería VII;
  - Regimiento de Satinadores.
- Décima División del Ejército, Tupiza
  - Regimiento de Infantería 2;
  - Regimiento de Infantería 3;
  - Regimiento de Infantería 4;
  - Regimiento de Infantería 27;
  - Regimiento de Caballería 7.

#### Región Militar N.º 3 (Potosí)
- Regimiento de Infantería 3 «Pérez» (Potosí).
- Regimiento de Infantería 4 «Loa» (Uyuni)

#### Región Militar N.º 4 (Cochabamba)
- Arsenal Central, Cochabamba
- Batallón de Transportes 3, Cochabamba
- Militar Hospital n.º 2, Cochabamba
- Batallón de Policía Militar 272
- Escuela de Comando y Estado Mayor «Mariscal Andrés de Santa Cruz», Cochabamba
- Escuela Militar de Sargentos del Ejército. Cochabamba
- Escuela de perfeccionamiento para suboficiales y sargentos GUIDO PRADEL V., Cochabamba
- Escuela de Artillería, Cochabamba
- Escuela de Aplicación de Armas Mariscal Ballivián, Cochabamba
- Centro de Instrucción de Tropas Especiales (CITE), Cochabamba
- Centro de Instrucción en Operaciones de Selva – II (CIOS II), Chapare
- Séptima División del Ejército, Cochabamba
  - Regimiento de Infantería 18;
  - Regimiento de Infantería 19;
  - Regimiento de Artillería 7;
  - Regimiento Escuela Policía Militar N.º 3.
- Liceo Militar «Teniente Edmundo Andrade», Sucre (La Glorieta), Chuquisaca

#### Región Militar N.º 5 (Beni)
- Regimiento de Infantería de selva 16 «Jordán», Riberalta, Fuerzas Especiales [CIOS]
- Sexta División del Ejército
  - Regimiento de Infantería 16;
  - Regimiento de Infantería 17;
  - Regimiento de Infantería 19;
  - Regimiento de Caballería 2;
  - Batallón de Ingeniería II.
- Novena División del Ejército (Reserva)
  - Regimiento de Infantería 26;
  - Regimiento de Infantería 31;
  - Regimiento de Infantería 32;
  - Regimiento de Infantería 33;
  - Regimiento de Caballería 10.

#### Región Militar N.º 8 (Santa Cruz)
- Regimiento de Caballería 1, Avaroa, Camiri - Chorety.
- Regimiento de Satinadores 2, Manchego, Montero, (Ranger)
- REG. ESC. PM 2 Tte. R. AMEZAGA, Santa Cruz, Reg. Policía Militar
- Batallón Ecológico 298
- Batallón de Logística 3
- Regimiento de Infantería 6 «Campos», Boyuive
- Compañía de Aviación 292 Santa Cruz
- Cuarta División del Ejército, Camiri.
  - Regimiento de Infantería 6;
  - Regimiento de Infantería 11;
  - Regimiento de Caballería 1;
  - Regimiento de Artillería 4.
- Quinta División del Ejército, Robore.
  - Regimiento de Fuerzas Especiales 10;
  - Regimiento de Infantería 13;
  - Regimiento de Infantería 14;
  - Regimiento de Infantería 15;
  - Regimiento de Caballería 6;
  - Regimiento de Artillería 5.
- Octava División del Ejército, Santa Cruz.
  - Regimiento de Satinadores 2
  - Regimiento de Artillería Antiaérea «Aguirre»;
  - Regimiento Escuela Policía Militar N.º 2.

## Escalafón militar
La jerarquía dentro del Ejército de Bolivia se divide en dos. La primera reagrupa a los Oficiales y la segunda, a los Suboficiales y Sargentos.
El presidente o la presidenta del Estado Plurinacional ostenta el grado de Capitán General del Ejército.
Personal de Oficiales del Ejército
Personal de Suboficiales y Clases del Ejército
| Rango               | Oficiales Generales             | Oficiales Generales            | Oficiales Generales           | Oficiales superiores                       | Oficiales superiores                                | Oficiales superiores                    | Oficiales Subalternos                  | Oficiales Subalternos                   | Oficiales Subalternos                      |
| ------------------- | ------------------------------- | ------------------------------ | ----------------------------- | ------------------------------------------ | --------------------------------------------------- | --------------------------------------- | -------------------------------------- | --------------------------------------- | ------------------------------------------ |
| Uniforme de salida  | General del Ejército de Bolivia | General de Division de Bolivia | General de Brigada de Bolivia | Coronel Infantería del Ejército de Bolivia | Teniento Coronel Artillería del Ejército de Bolivia | Mayor Ingeniero del Ejército de Bolivia | Capitan Caballería Ejército de Bolivia | Teniente Caballería Ejército de Bolivia | Subteniente Infantería Ejército de Bolivia |
| Uniforme de oficina | General del Ejército de Bolivia | General de Division de Bolivia |                               | Coronel Infantería Ejército de Bolivia     | Teniente Coronel Artillería Ejército de Bolivia     | Mayor Ingeniero del Ejército de Bolivia | Capitan Caballería Ejército de Bolivia | Teniente Caballería Ejército de Bolivia | Subteniente Infantería Ejército de Bolivia |
| Uniforme de faena   | General Ejército EB Pecho       | General Division EB Pecho      | General Brigada EB Pecho      | Coronel Ejército EB Pecho                  | Teniente Coronel Ejército EB Pecho                  | Mayor Ejército EB Pecho                 | Capitan Ejército EB Pecho              | Teniente Ejército EB Pecho              | Subteniente Ejército EB Pecho              |
| Grado               | General de ejército             | General de división            | General de brigada            | Coronel                                    | Teniente Coronel                                    | Mayor                                   | Capitán                                | Teniente                                | Subteniente                                |

| Rango               | Suboficiales                             | Suboficiales                                    | Suboficiales                                  | Suboficiales                                  | Suboficiales                                      | Sargentos                                  | Sargentos                                   | Sargentos                                       | Clase                               | Clase                                      | Clase                            |  |
| ------------------- | ---------------------------------------- | ----------------------------------------------- | --------------------------------------------- | --------------------------------------------- | ------------------------------------------------- | ------------------------------------------ | ------------------------------------------- | ----------------------------------------------- | ----------------------------------- | ------------------------------------------ | -------------------------------- |  |
| Uniforme de salida  | Suboficial Mayor del Ejército de Bolivia | Suboficial Mayor del Ejército de Bolivia        | Suboficial 1ro del Ejército de Bolivia        | Suboficial 2do del Ejército de Bolivia        | Suboficial Inicial del Ejército de Bolivia        | Sargento 1ro del Ejército de Bolivia       | Sargento 2do del Ejército de Bolivia        | Sargento Inicial del Ejército de Bolivia        |                                     |                                            |                                  |  |
| Uniforme de oficina |                                          | Suboficial Mayor Infantería Ejército de Bolivia | Suboficial 1ro Infantería Ejército de Bolivia | Suboficial 2do Caballería Ejército de Bolivia | Suboficial Inicial Artillería Ejército de Bolivia | Sargento 1ro Ingeniero Ejército de Bolivia | Sargento 2do Caballería Ejército de Bolivia | Sargento Inicial Infantería Ejército de Bolivia | Cabo Infantería Ejército de Bolivia | Dragoneante Artillería Ejército de Bolivia | Soldado Raso Ejército de Bolivia |  |
| Uniforme de faena   | Suboficial Maestre Ejército EB Pecho     | Suboficial Mayor Ejército EB Pecho              | Suboficial 1ro Ejército EB Pecho              | Suboficial 2do Ejército EB Pecho              | Suboficial Inicial Ejército EB Pecho              | Sargento 1ro Ejército EB Pecho             | Sargento 2do Ejército EB Pecho              | Sargento Inicial Ejército EB Pecho              | CaboEB Pecho                        | DragoneanteEB Pecho                        |                                  |  |
| Grado               | Suboficial Maestre                       | Suboficial Mayor                                | Suboficial Primero                            | Suboficial Segundo                            | Suboficial Inicial                                | Sargento Primero                           | Sargento Segundo                            | Sargento Inicial                                | Cabo                                | Dragoneante                                | Soldado raso                     |  |

## Armamento

### Armas de Infantería
| Nombre            | Tipo                   | Calibre | Origen          | Notas                          |
| ----------------- | ---------------------- | ------- | --------------- | ------------------------------ |
| FN GP-35          | Pistola                | 9 mm    | Bélgica         |                                |
| Glock 17          | Pistola                | 9 mm    | Austria         | Fuerzas Especiales             |
| Taurus PT11       | Pistola                | 9 mm    | Brasil          |                                |
| Uzi               | Subfusil               | 9 mm    | Israel          |                                |
| FMK-3             | Subfusil               | 9 mm    | Argentina       |                                |
| CZ Scorpion EVO 3 | Subfusil               | 9mm     | República Checa |                                |
| FN FAL            | Fusil de asalto        | 7,62 mm | Bélgica         |                                |
| IMI Galil         | Fusil de asalto        | 5,56 mm | Israel          |                                |
| M16               | Fusil de asalto        | 5,56 mm | Estados Unidos  | En las variantes M16A1 y M16A2 |
| Tipo 56           | Fusil de asalto        | 7,62 mm | China           |                                |
| Steyr AUG         | Fusil de asalto        | 5,56 mm | Austria         | Fuerzas Especiales             |
| SA80              | Fusil de asalto        | 5,56 mm | Reino Unido     | Fuerzas Especiales             |
| M4                | Fusil de asalto        | 5,56 mm | Estados Unidos  | Fuerzas Especiales             |
| FN MAG            | Ametralladora          | 7,62 mm | Bélgica         |                                |
| Ametralladora M60 | Ametralladora          | 7,62 mm | Estados Unidos  |                                |
| RPD               | Ametralladora          | 7,62 mm | Unión Soviética |                                |
| M1919             | Ametralladora          | 7,62 mm | Estados Unidos  |                                |
| Browning M2       | Ametralladora pesada   | 12,7 mm | Estados Unidos  |                                |
| Tipo 80           | Ametralladora pesada   | 12,7 mm | China           | Variante CS/LM3                |
| Mauser 86 SR      | Fusil de francotirador | 7,62 mm | Alemania        |                                |
| Steyr SSG 69      | Fusil de francotirador | 7,62 mm | Austria         |                                |
| Dragunov SVD      | Fusil de francotirador | 7,62 mm | Unión Soviética |                                |
| Steyr HS.50       | Fusil de francotirador | 7,62 mm | Austria         |                                |
| Steyr SSG 04      | Fusil de francotirador | 7,62 mm | Austria         |                                |

### Sistemas Antitanque y Antiaéreos
| Nombre     | Tipo                    | Calibre | Origen          | Notas |
| ---------- | ----------------------- | ------- | --------------- | ----- |
| M40        | Cañón sin retroceso     | 106mm   | Estados Unidos  |       |
| Tipo 65/78 | Cañón sin retroceso     | 82mm    | China           |       |
| M72 LAW    | Lanzacohetes antitanque | 66mm    | Estados Unidos  |       |
| RPG-7      | Lanzacohetes antitanque | 40mm    | Unión Soviética |       |
| HJ-8       | Misil antitanque        | N/A     | China           |       |
| HN-5       | MANPADS                 | N/A     | China           |       |

### Vehículos blindados de combate
| Nombre           | Tipo                                               | Cantidad | Origen         | Notas                                                     |
| ---------------- | -------------------------------------------------- | -------- | -------------- | --------------------------------------------------------- |
| SK-105 Kurassier | Cazacarros                                         | 54       | Austria        |                                                           |
| M9 Half-Track    | Transporte de personal                             | 12       | Argentina      |                                                           |
| EE-9 Cascavel    | Vehículo blindado                                  | 24       | Brasil         |                                                           |
| M113             | Transporte blindado de personal                    | 50       | Estados Unidos |                                                           |
| EE-11 Urutu      | Transporte blindado de personal                    | 24       | Brasil         |                                                           |
| V-100 Commando   | Vehículo anfibio                                   | 10       | Estados Unidos |                                                           |
| MOWAG Roland     | Transporte blindado de personal                    | 24       | Suiza          |                                                           |
| HMMWV            | Vehículo de alta movilidad multipropósito          | 50       | Estados Unidos |                                                           |
| Kojak            | Vehículo de alta movilidad multipropósito          | 2        | Bolivia        |                                                           |
| Tiuna            | Vehículo de alta movilidad multipropósito          | 50       | Venezuela      |                                                           |
| ZFB-05 New Star  | Vehículo blindado de alta movilidad multipropósito | 41       | China          | 4 Antidisturbios, 5 para la fuerza aérea,5 para la armada |
| M-578            | Recuperación de Vehículos                          | 5        | Estados Unidos |                                                           |
| Saurer 4K-7FA    | Transporte blindado del personal                   | 6        | Austria        |                                                           |

### Artillería de Campaña
| Nombre  | Tipo                     | Cantidad | Origen         | Notas |
| ------- | ------------------------ | -------- | -------------- | ----- |
| Tipo 54 | Obús de 122 mm           | 36       | China          |       |
| M101    | Obús de 105 mm           | 20       | Estados Unidos |       |
| M116    | Obús de 75 mm            | 36       | Estados Unidos |       |
| M224    | Mortero de 60 mm         | 100      | Estados Unidos |       |
| M29     | Mortero de 81 mm         | 250      | Estados Unidos |       |
| M30     | Mortero de 107 mm        | 25       | Estados Unidos |       |
| Tipo 65 | Cañón Antiaéreo de 37 mm | 18       | China          |       |

## Aeronaves de enlace y transporte
Las aeronaves del Cuerpo Aéreo del Ejército, tienen la función de proporcionar transporte dar salvamento y apoyo logístico a las unidades de infantería. Además de reconocimiento del terreno por aire.
- Beech King Air C90 - 01 unidad
- Cessna 210 - 01 unidad
- Fokker F27 - 01 unidad
- Harbin Z-9 - 06 unidades
- Robinson R-44 Raven - 01 unidad